# Casus Ihlena

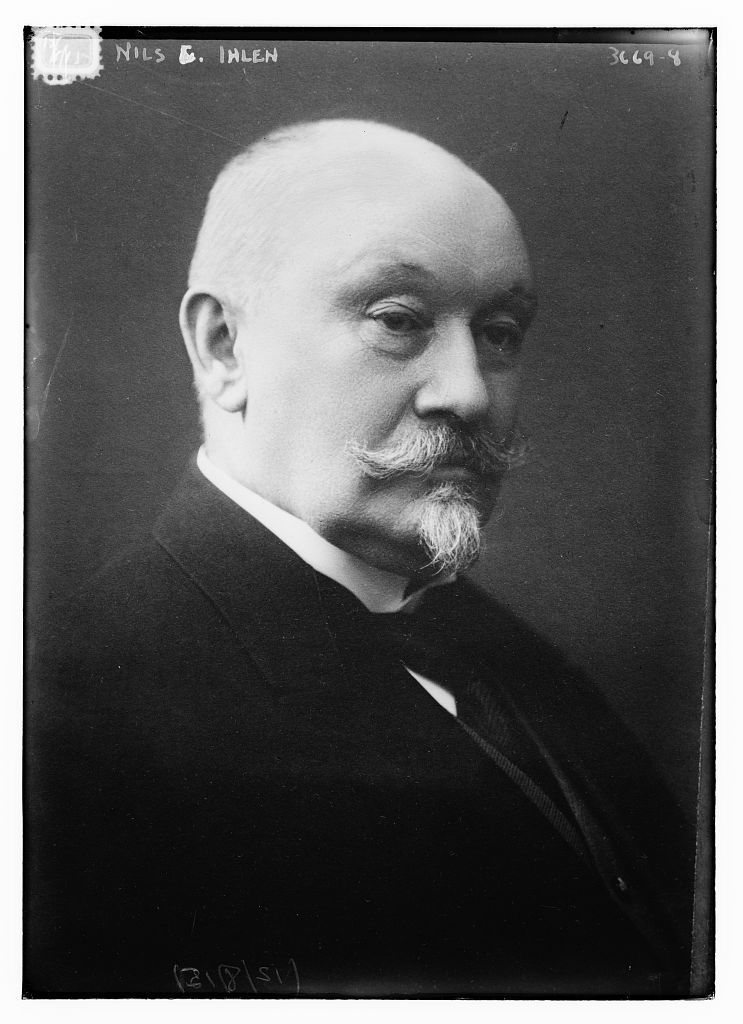
Nils Claus Ihlen

Casus Ihlena – określenie stosowane wobec deklaracji złożonej przez norweskiego ministra spraw zagranicznych Nilsa Clausa Ihlena w kwestii roszczeń do Grenlandii oraz wobec jej następstw.

## Deklaracja i jej następstwa
W 1919 roku podczas rozmowy z ambasadorem Danii Nils Claus Ihlen oświadczył, że Norwegia nigdy nie będzie rościć pretensji względem terytorium Grenlandii. W 1931 roku rząd norweski poczynił przygotowania do przejęcia wschodniej części wyspy. W odpowiedzi Dania wniosła sprawę przed Stały Trybunał Sprawiedliwości Międzynarodowej, powołując się na deklarację Ihlena z 1919. Wyrok STSM z 1933 na korzyść Danii stał się potwierdzeniem obowiązującej w prawie międzynarodowym reguły, że działania ministra spraw zagranicznych w zakresie polityki zagranicznej państwa nie wymagają specjalnych pełnomocnictw. Zasada ta dotyczy przede wszystkim prowadzenia rokowań oraz zawierania umów, zarówno w formie pisemnej, jak i ustnej.